# Ronald Spuller
Ronald Spuller (* 22. Juni 1981 in Wr. Neustadt) ist ein ehemaliger österreichischer Fußballspieler auf der Position eines Stürmers und Offensiv-Allrounders. Von 2008 bis 2014 spielte er für die SV Mattersburg in der österreichischen Fußball-Bundesliga.

## Karriere
Spuller begann seine aktive Karriere als Fußballspieler im Jahre 1989 im Alter von acht Jahren beim SV Forchtenstein im Burgenland. Dem Verein blieb er bis 2002 treu, ehe er zum SC Neudörfl wechselte. Im Jahre 2004 kehrte er nach Forchtenstein zurück. Zur Saison 2008/09 folgte der Wechsel in die Amateurmannschaft des Bundesligisten SV Mattersburg. Sein Debüt für die Mattersburger Amateure in der Regionalliga Ost feierte Spuller am 1. August 2008 beim 3:0-Auswärtssieg gegen den FC Waidhofen an der Ybbs, bei dem er auch seinen ersten Treffer erzielen konnte. 
Die guten Leistungen bei den Amateuren machten Franz Lederer, den aktuellen Trainer der Mattersburger, auf Spuller aufmerksam und so kam er zu seinem ersten Einsatz in der österreichischen Bundesliga. Im Spiel gegen den FC Red Bull Salzburg am 27. September 2008 kam er in der 73. Spielminute für Cem Atan ins Spiel. Außerdem spielte Spuller am 18. Oktober 2008 eine Halbzeit im legendär gewordenen Spiel gegen den SK Sturm Graz, das die Grazer bis zur ersten Halbzeit klar mit 5:0 dominierten, am Ende aber nur knapp mit 6:5 gewannen. Nach einer torgefährlichen Saison 2008/09 in der Regionalliga, als er es für die zweite Mannschaft auf 20 Tore in 26 Meisterschaftsspielen gebracht hatte und nebenbei vier Mal in der Bundesliga zum Einsatz gekommen war, fungierte er in der nachfolgenden Spielzeit bereits als Stammkraft in der höchsten Fußballliga Österreichs. Dabei wurde er in 35 von 36 möglich gewesenen Partien eingesetzt, wobei er acht Tore beisteuerte. Danach nahmen seine Einsatzzeiten stetig ab; 2010/11 war er immerhin noch in 28 Bundesligaspielen im Einsatz (zwei Tore) und kam zudem in einem Regionalligaspiel zum Einsatz (ein Tor). Nachdem er 2011/12 bereits abwechselnd in der ersten und zweiten Mannschaft aufgelaufen war, nahmen die Einsätze in der zweiten Mannschaft ab der Spielzeit 2012/13 deutlich zu. Nachdem der Routinier in den letzten Jahren kaum mehr Berücksichtigung fand und mit den Mattersburgern zudem in die Zweitklassigkeit abgestiegen war, kehrte Spuller zur Saison 2014/15 wieder zu seinem Heimatverein, dem SV Forchtenstein, zurück und beendete hier, nachdem er mit der Mannschaft von der Viert- in die Fünftklassigkeit abgestiegen war, im Sommer 2016 seine Karriere als Fußballspieler.